# Jacqueline Cochran

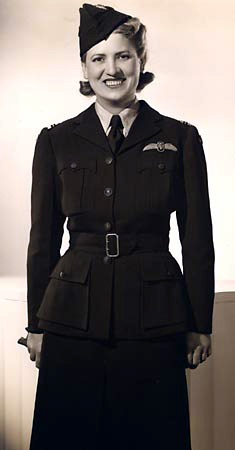
Jacqueline Cochran um 1940

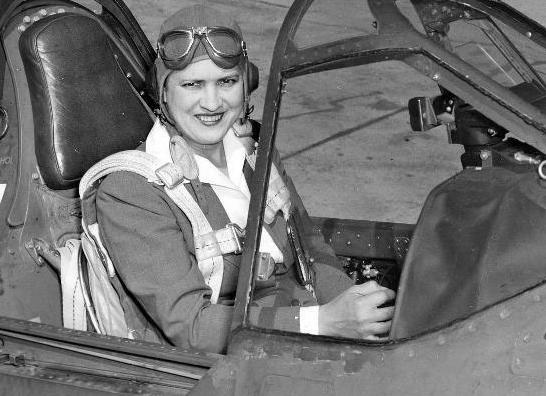
Jacqueline Cochran im Cockpit einer P-40

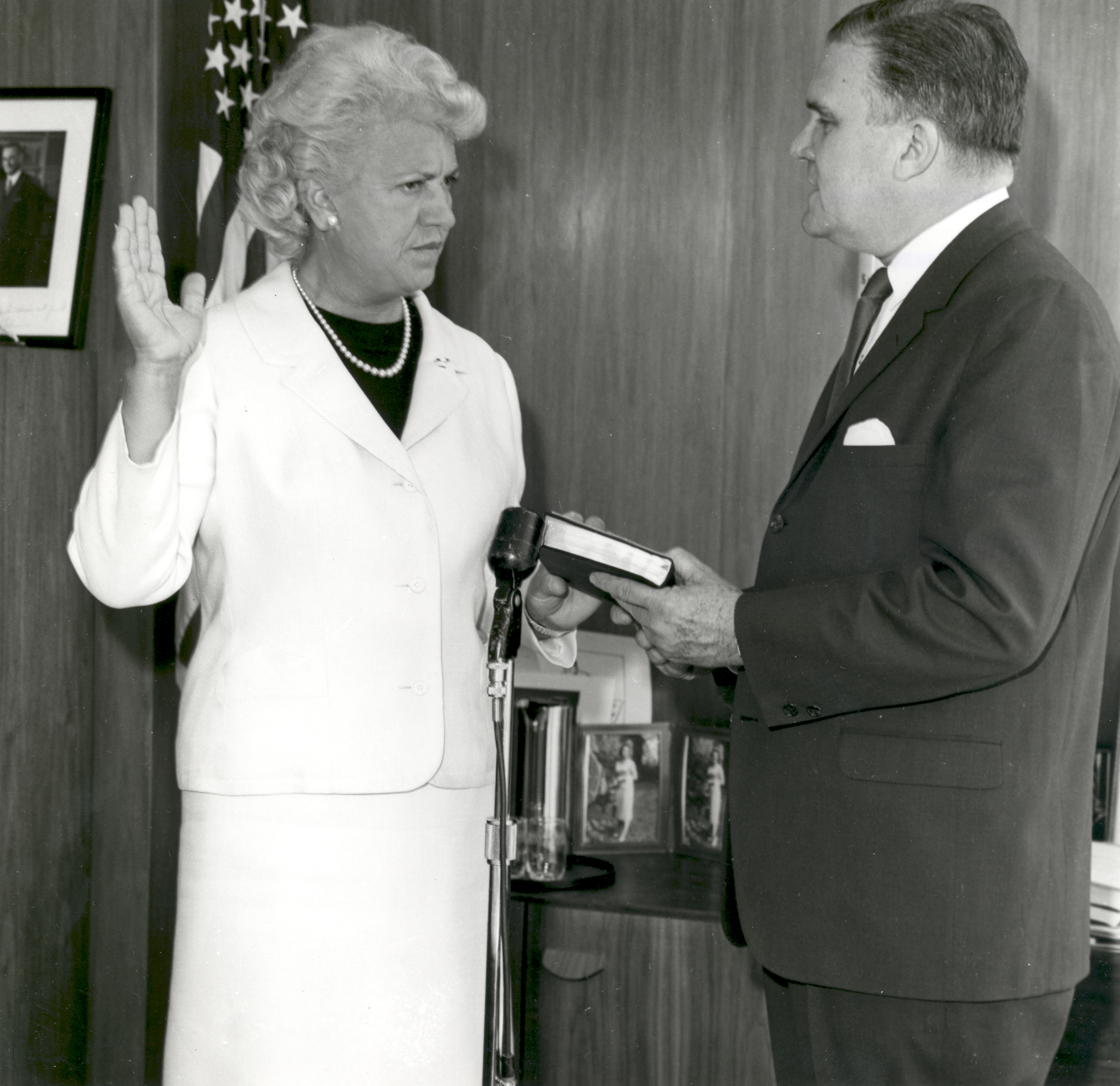
Jacqueline Cochran bei ihrer Vereidigung als Beraterin der NASA (1961)

Jacqueline Cochran, genannt Jackie (* 11. Mai 1906 in Muscogee, Florida; † 9. August 1980 in Indio, Kalifornien) war eine der bekanntesten Fliegerinnen der USA. Sie durchbrach als erste Frau die Schallmauer. Im Wechsel mit der Französin Jacqueline Auriol galt sie als „Schnellste Frau der Welt“.

## Leben
Über ihre Biografie gibt es widersprüchliche Aussagen. Sie selbst behauptete, als Findelkind bei Pflegeeltern aufgewachsen zu sein. Der Legende nach soll sie sich ihren Namen aus dem Telefonbuch ausgewählt haben. Bereits mit acht Jahren musste Jackie angeblich die Schule verlassen und als Dienstmädchen sowie als Laufmädchen in einer Wollspinnerei arbeiten. Mit elf kam sie als Dienstmädchen in einen Schönheitssalon, wo sie das Frisierhandwerk lernte. Mit 14 gab sie ihre Arbeit auf, um eine Ausbildung als Krankenpflegerin zu machen. Anschließend arbeitete sie erst als Praxisassistentin eines Arztes, bis sie mit 19 Mitinhaberin eines Schönheitssalons wurde. Bald unterrichtete sie an der Kosmetikschule in Philadelphia. Anschließend jobbte sie abwechselnd in New York und in Miami. In einem Restaurant in Miami, in dem sie arbeitete, lernte sie Floyd Odlum, den Präsidenten der Atlas-Flugzeugwerke kennen. Odlum unterstützte sie in ihrem Wunsch, selbständige reisende Kosmetikverkäuferin zu werden. Er riet ihr, Fliegen zu lernen und ihre Termine mit dem Flugzeug statt dem Auto wahrzunehmen, um so konkurrenzfähig zu bleiben.
Bereits nach drei Wochen Unterricht auf Long Island erwarb Jackie Cochran 1932 ihren Pilotenschein. Gleich anschließend besuchte sie in Kalifornien einen Flugkurs, bei dem sie mit den US-amerikanischen Marinefliegern trainierte. Nun flog sie neben Zivil- und Verkehrsflugzeugen auch Bomber und Jagdflugzeuge.
Als erste Frau nahm sie mit einer Granville Gee Bee R-6H 1934 am MacRobertson-Luftrennen von London nach Melbourne teil. 1935 machte sie, wiederum als erste Frau, bei der Bendix Trophy von Los Angeles nach Cleveland (Ohio) mit. Sie gründete ihr eigenes Unternehmen und heiratete 1936 Floyd Odlum.

„Der seit 1934 von der Französin Helene Boucher mit 445,028 Stundenkilometer gehaltene internationale Rekord im Geschwindigkeitsflug für Damen ist jetzt in Detroit von der Amerikanerin Jacqueline Cochran verbessert worden. Miß Cochran erreichte auf der vorgeschriebenen Prüfstrecke eine Durchschnittsgeschwindigkeit von 468,802 Kilometer. Sie benutzte für den Rekordversuch einen Seversky-Jagdapparat mit 1100 PS.“

1938 gewann sie als erste Frau das Bendix Transcontinental Air Race. In ihrem Langstrecken-Prototyp Seversky AP-7 (1200 PS) brauchte sie 8 Stunden, 10 Minuten und 31 Sekunden, um die 3286 Kilometer lange Strecke zu bewältigen.
Im Jahre 1940 stellte Jacqueline Cochran mit 470,8 km/h einen neuen Weltrekord für Frauen im geschlossenen Rundflug über 100 km auf.

### Zweiter Weltkrieg
Als die USA 1941 in den Zweiten Weltkrieg eintraten, meldete sich Jackie Cochran, um für die United States Army Air Forces Flugzeuge nach Großbritannien zu überführen, wurde jedoch zunächst abgewiesen. Nachdem sie ihre zukünftigen Kollegen von ihren Fähigkeiten überzeugen konnte, wurde sie als erste Frau schließlich doch ins Überführungsgeschwader aufgenommen. Sie überquerte im Zweiten Weltkrieg mehr als 100 Mal den Atlantischen Ozean. Ab 1943 übernahm sie die Leitung des 1942 gegründeten „Women’s Auxiliary Ferrying Squadron“, das fortan ins WASP überging. Unter der Leitung Cochrans verlor das Geschwader während des gesamten Krieges insgesamt nur 38 seiner 1074 gut ausgebildeten Pilotinnen. Als 1945 die auf den Philippinen eingesetzten japanischen Streitkräfte kapitulierten, war Jackie Cochran als Berichterstatterin einer amerikanischen Zeitschrift anwesend. In dieser Funktion beobachtete sie auch die Nürnberger Prozesse.

### Nach dem Krieg
Am 18. Mai 1953 startete Cochran mit einem von der kanadischen Luftwaffe entliehenen Experimentalflugzeug Canadair Sabre Mk. 3C vom Rogers Dry Lake, erreichte im Sturzflug eine Geschwindigkeit von 1049 km/h und überschritt damit als erste Frau Mach 1. Der US-Air-Force-Pilot Charles “Chuck” Yeager, der sechs Jahre zuvor als erster die Schallmauer durchbrochen hatte, flog bei diesem erfolgreichen Rekordversuch in einem Begleitflugzeug neben ihr. 1954 erschien ihr Buch The Stars at Noon („Mein Weg zu den Sternen“), in dem sie ihr bisheriges Leben erzählte.
Zwischen 1961 und 1964 erhielten Cochran und die mit ihr konkurrierende französische Pilotin Jacqueline Auriol die inoffizielle Bezeichnung „Schnellste Frau der Welt“ abwechselnd. Cochrans letzter Geschwindigkeitsrekord mit 2300 km/h wurde von der Französin nicht mehr überboten.
Im Jahr 1956 bewarb sich Cochran als Mitglied der Republikanischen Partei um ein Mandat im Repräsentantenhaus der Vereinigten Staaten. Im 29. Kongresswahlbezirk von Kalifornien unterlag sie dem Demokraten Dalip Singh Saund mit drei Prozentpunkten Rückstand. Danach hat sie sich um kein politisches Amt mehr bemüht.
1958 wurde Jacqueline Cochran zur Präsidentin der FAI gewählt. 1971 wurde sie in die National Aviation Hall of Fame in Dayton (Ohio) aufgenommen. Im selben Jahr machte sie in Paris ihren letzten Flug. Wegen einer Herzerkrankung musste sie die Fliegerei aufgeben.
In den sechziger Jahren leistete Cochran finanzielle Unterstützung für das Mercury 13-Programm. Dabei handelte es sich um ein Astronautentrainingsprogramm für Frauen, das jedoch schon bald wieder eingestellt wurde.
Jackie Cochran hatte keine eigenen Kinder zur Welt gebracht, adoptierte jedoch fünf Waisenkinder. Im Kreis ihrer Familie starb sie am 9. August 1980 74-jährig in Indio, östlich von Palm Springs (Kalifornien).
1985 wurde der Venuskrater Cochran nach ihr benannt.

## Fliegerische Leistungen
- 1938 – Erste Frau, die das Bendix Transcontinental Air Race gewann
- 1939 – Höhenweltrekord für Frauen und erste Instrumentenlandung einer Frau
- 1953 – Schnellste Frau der Welt, Geschwindigkeitsrekord für Düsenflugzeuge über 100 km, durchbrach als erste Frau die Schallmauer
- 1961–1964 – Schnellste Frau der Welt (abwechselnd mit Jacqueline Auriol)